# Liste der Mitglieder des Provinziallandtags der Provinz Posen (16. Sitzungsperiode)
Diese Liste gibt einen Überblick über die Mitglieder des Provinziallandtags der preußischen Provinz Posen in der sechzehnten Sitzungsperiode 1871.
Landtagsmarschall war Adalbert Graf von der Schulenburg-Filehne, sein Stellvertreter war Eduard Graf Poniński.
| Kurie                    | Wahlbezirk                                         | Abgeordneter                              | Beruf, Ort                                         | Anmerkung                                                                                                  |
| ------------------------ | -------------------------------------------------- | ----------------------------------------- | -------------------------------------------------- | --- |
| Inhaber von Virilstimmen |                                                    | Fürst Maximilian Karl von Thurn und Taxis |                                                    | Vertreten durch den königlichen Kammerherren Adalbert Graf von der Schulenburg-Filehne auf Schloss Filehne |
| Inhaber von Virilstimmen |                                                    | Fürst Boguslaw von Radziwill              |                                                    | nahm nicht am Landtag teil                                                                                 |
| Inhaber von Virilstimmen |                                                    | Graf Athanasius von Raczynski             |                                                    | nahm nicht am Landtag teil                                                                                 |
| Inhaber von Virilstimmen |                                                    | Fürst August Anton Sułkowski              |                                                    | nahm nicht am Landtag teil                                                                                 |
| Ritterschaft             | Kreis Adelnau                                      | Gustav Burchardt                          | Rittergutsbesitzer auf Raduchow                    | als Stellvertreter                                                                                         |
| Ritterschaft             | Kreis Birnbaum                                     | Otto von Sander                           | Rittergutsbesitzer auf Charic                      | als Stellvertreter                                                                                         |
| Ritterschaft             | Kreis Meseritz und Kreis Bomst                     | Freiherr Hans von Unruhe-Bomst            | Landrat und Rittergutsbesitzer auf Bomst           | |
| Ritterschaft             | Kreis Buk und Kreis Obornik                        | Hippolyt von Turno                        | Rittergutsbesitzer auf Objezierze                  | als Stellvertreter                                                                                         |
| Ritterschaft             | Kreis Fraustadt                                    | Arthur von Lucke                          | Rittergutsbesitzer auf Ulbersdorf                  | als Stellvertreter                                                                                         |
| Ritterschaft             | Kreis Kosten                                       | Adam Graf Plater                          | Rittergutsbesitzer auf Prochy                      | |
| Ritterschaft             | Kreis Kröben                                       | Stanislaus Graf Czarnecki                 | Rittergutsbesitzer auf Pakoslaw                    | als Stellvertreter                                                                                         |
| Ritterschaft             | Kreis Krotoschin                                   | Stanislaus von Modlibowski                | Rittergutsbesitzer auf Kromolice                   | |
| Ritterschaft             | Kreis Pleschen                                     | Constantin von Milkowski                  | Rittergutsbesitzer auf Macew                       | als Stellvertreter                                                                                         |
| Ritterschaft             | Kreis Posen                                        | Louis Hoffmeyer                           | Rittergutsbesitzer auf Zlotnik                     | |
| Ritterschaft             | Kreis Samter                                       | Stanislaus von Kurnatowski                | Rittergutsbesitzer auf Pozarowo                    | |
| Ritterschaft             | Kreis Schildberg                                   | Adalbert von Zakrzewski                   | Rittergutsbesitzer auf Rudniczysko                 | als Stellvertreter                                                                                         |
| Ritterschaft             | Kreis Schrimm                                      | Louis von Karsnicki                       | Rittergutsbesitzer auf Emchen                      | |
| Ritterschaft             | Kreis Schroda                                      | Wladimir von Wolniewicz                   | Rittergutsbesitzer auf Dembiecz                    | |
| Ritterschaft             | Kreis Wreschen                                     | Eduard Graf Poniński                      | Rittergutsbesitzer auf Schloss Wreschen            | Stellvertreter des Landtagsmarschalls                                                                      |
| Ritterschaft             | Kreis Bromberg und Kreis Mogilno                   | Ludwig von Tschepe                        | Rittergutsbesitzer auf Broniewice                  | |
| Ritterschaft             | Kreis Czarnikau und Kreis Chodziesen               | Lebrecht von Klitzing                     | Rittergutsbesitzer auf Dziembowo                   | |
| Ritterschaft             | Kreis Gnesen                                       | Desiderius von Roznowski                  | Rittergutsbesitzer auf Arcugowo                    | |
| Ritterschaft             | Kreis Inowraclaw                                   | Friedrich Wilhelm von Schenck             | Rittergutsbesitzer auf Kawenczyn                   | als Stellvertreter                                                                                         |
| Ritterschaft             | Kreis Schubin                                      | Richard Kleffel                           | Rittergutsbesitzer auf Brzyskorzystew              | |
| Ritterschaft             | Kreis Wirsitz                                      | Gustav von Grevenitz                      | Rittergutsbesitzer auf Tlukom                      | |
| Ritterschaft             | Kreis Wongrowiec                                   | Wladislaus Szuldrzynsk                    | Rittergutsbesitzer und Landschaftsrat auf Sierniki | |
| Städte                   | Stadt Posen                                        | Wilhelm von Treskow                       | Major a. D. und Stadtrat                           | |
| Städte                   | Stadt Posen                                        | Eduard Kaatz                              | Kaufmann und Stadtrat                              | |
| Städte                   | Stadt Fraustadt                                    | Johann August Cleemann                    | Kaufmann und Ratsherr                              | |
| Städte                   | Stadt Lissa                                        | Herrmann Theodor Nolte                    | Justizrat und Stadtverordnetenvorsteher            | |
| Städte                   | Stadt Meseritz                                     | Friedrich Wilhelm Scholtz                 | Bürgermeister in Meseritz                          | |
| Städte                   | Stadt Rawicz                                       | Karl Emil Sigismund Baum                  | Kaufmann und Stadtrat                              | |
| Städte                   | Stadt Bromberg                                     | Friedrich Fischer                         | Buchhändler und Buchdruckereibesitzer              | als Stellvertreter                                                                                         |
| Städte                   | Stadt Gnesen                                       | Franz Machatius                           | Bürgermeister                                      | |
| Städte                   | der Kreise Obornik, Samter, Buk, und Posen         | Adolf Lubczynski                          | Vorwerksbesitzer in Samter                         | als Stellvertreter                                                                                         |
| Städte                   | der Kreise Pleschen, Schroda, Schrimm und Wreschen | Nicodem von Gozdziewski                   | Vorwerksbesitzer in Schroda                        | |
| Städte                   | der Kreise Krotoschin, Adelnau, und Schildberg     | Albert Schmidt                            | Bürgermeister in Pogorzella                        | |
| Städte                   | der Kreise Fraustadt, Kosten und Kröben            | Bernhard Bayer                            | Färbermeister in Kosten                            | als Stellvertreter                                                                                         |
| Städte                   | der Kreise Birnbaum, Bomst, und Meseritz           | Johann Gottlieb Fritz                     | Bürgermeister in Zirke                             | |
| Städte                   | der Kreise Bromberg, Schubin, und Wirsitz          | Oscar Meissner                            | Apotheker in Polnisch Krone                        | als Stellvertreter                                                                                         |
| Städte                   | der Kreise Czarnikau, Chodziesen und Wongrowiec    | Theodor Alberti                           | Bürgermeister in Wongrowitz                        | |
| Städte                   | der Kreise Gnesen, Inowractaw und Mogilno          | Valentin Kozlowski                        | Ackerbürger in Powiz                               | |
| Landgemeinden            | der Kreise Adelnau, Krotoschin, und Schildberg     | Franz Wroblewski                          | Mühlenbesitzer in Niesob-Mühle                     | |
| Landgemeinden            | der Kreise Birnbaum, Bomst, und Meseritz           | Christian Jackel                          | Eigentümer und Schulze in Tarnowo                  | |
| Landgemeinden            | der Kreise Fraustadt, Kosten, und Kröben           | Anton Koszewski                           | Grundbesitzer und Gastwirt in Kielczewo            | |
| Landgemeinden            | der Kreise Buk, Obornik, Posen und Samter          | Theodor Jordan                            | Vorwerksbesitzer in Chomecice                      | |
| Landgemeinden            | der Kreise Schrimm, Schroda, Wreschen und Pleschen | Joseph von Swinarski                      | Gutsbesitzer in Szamarzewo                         | |
| Landgemeinden            | der Kreise Bromberg, Schubin, und Wirsitz          | Karl Schultz                              | Gutsbesitzer in Karolewo                           | |
| Landgemeinden            | der Kreise Czarnikau, Chodziesen und Wongrowiec    | Hugo Neumann                              | Gutsbesitzer in Netzmühle                          | als Stellvertreter                                                                                         |
| Landgemeinden            | der Kreise Gnesen, Inowrazlaw und Mogilno          | Johann Nepomucen Budzynski                | Gutsbesitzer in Kleryka                            | |